# Ceriana trichopoda
Ceriana trichopoda är en tvåvingeart som först beskrevs av Kertesz 1903.  Ceriana trichopoda ingår i släktet griffelblomflugor, och familjen blomflugor.
Artens utbredningsområde är Bolivia. Inga underarter finns listade i Catalogue of Life.